# Last Exile
Last Exile ist eine 26-teilige Anime-Serie des Studios Gonzo aus dem Jahre 2003. Die Serie ist in die Genre Abenteuer, Fantasy und Steampunk einzuordnen.

## Welt
Die Handlung findet in der fiktiven Welt Prestale statt, einem künstlichen Planetensystem bestehend aus den Planeten Anatoray und Dysis. Prestale und mehrere andere ähnliche Systeme wurden als Zufluchtsort für die Menschheit erschaffen, als die Erde aufgrund der globalen Klimaerwärmung evakuiert werden musste. Der Plan war, dass die Menschen mithilfe von riesigen Raumschiffen, genannt Exiles, zur Erde zurückkehren sollten, sobald sich die Erde ausreichend erholt hätte.
Die Zivilisationen auf Anatoray und Dysis befinden sich auf einer Stufe ähnlich der Industriellen Revolution, streng überwacht durch die technologisch weitaus fortgeschrittenere Gilde, die sich von ihrer ursprünglichen Verwaltungsfunktion Richtung Tyrannei bewegt hat. Besonderes Merkmal dieser Welt ist Claudia, ein wertvolles glühendes Mineral, das den Betrieb von flügellosen Luftfahrzeugen, die schwerer als Luft sind, ermöglicht.
Aufgrund von Störungen im Wetterkontrollsystem wird Dysis immer kälter, während auf Anatoray Wassermangel herrscht. Die Einwohner von Dysis fliehen nach Anatoray, was zu militärischen Konflikten führt.

## Handlung
Die beiden jungen Van-Ship-Piloten und Nachrichtenkuriere Claus Valca und Lavie Head geraten durch einen gewöhnlichen Auftrag in die Fronten des Krieges. Wenig später finden sie einen sterbenden Kurierskollegen, der sie bittet, seine Fracht – ein junges Mädchen namens Alvis Hamilton – zu ihrem Zielpunkt zu bringen. Von da an werden die zwei plötzlich zur Zielscheibe der Gilde, die an Alvis interessiert zu sein scheint. Nach einer Verfolgungsjagd, bei dem ein Gildenschwarmschiff ihr Haus und beinahe auch ihr Van-Ship zerstört, übergeben sie Alvis schließlich dem berüchtigten Alex Row, dem Kapitän und Befehlshaber des Söldnerschiffes Silvana. Dieser führt einen privaten Rachefeldzug gegen die Gilde und ihre Anführerin Maestro Delphine, die vor vielen Jahren seine Verlobte tötete. Row weiß von der Machtquelle der Gilde, einem gewaltigen Artefakt, das „Last Exile“ („Letztes Exil“) genannt wird.
Der Kampf gegen die Gilde führt die beiden Piloten zwischen die Fronten von Dysis und Anatoray und schließlich in den Großen Strom, einem riesigen Wolkenstrudel und dem geheimen Hauptquartier der Gilde. Auf diesem Weg entpuppt sich die zweite Kapitänin der Sylvana als Prinzessin und Thronfolgerin der Anatoray und Maestro Delphine als Mörderin von Claus’ und Lavie’s Vätern. Über dem vereisten Land der Dysis kommt es schließlich zur Schlacht zwischen den vereinten Völkern Prestales und der Gilde. Dabei verlieren Alex Row und Delphine ihr Leben und die Macht der Gilde wird zerschlagen. Schließlich wird mit Hilfe von Alvis Hamilton das Exil aktiviert. Es offenbart sich der Bevölkerung Prestales als interstellares Sternenschiff, mit welchem einst ihre Vorfahren von der Erde nach Prestale kamen, um hier zu siedeln. Mithilfe des Schiffs reisen Klaus und Lavie in den Weltraum, von wo sie ihren sanduhrförmigen Heimatplaneten betrachten.

## Charaktere
- Claus Valca schlägt sich mit seiner Partnerin Lavie als Vanship-Kurier durch, nachdem ihre Väter beim Versuch den Großen Strom zu durchqueren ihre Leben verloren haben. Der 15-jährige Claus wuchs damit auf Vanships zu fliegen und ist trotz seines jungen Alters ein hervorragender Pilot. Um sich weiter zu verbessern nimmt er an öffentlichen Wettrennen teil.
- Lavie Head ist die Navigatorin und Technikerin von Claus, so wie ihr Vater einst Navigator und Techniker bei Claus Vater war. Die ebenfalls 15-Jährige sorgt für Claus, kümmert sich um das Essen und besorgt neue Kurieraufträge.
- Alex Row ist der Kapitän der Silvana und bekleidet den Rang eines Obersts. Er besitzt zwar einen Dienstgrad des Heeres von Anatoray, jedoch gehört er nicht zur Berufsarmee. Das ist deshalb erlaubt, da in dieser Welt der Adel über ein eigenständiges Heer verfügt. Er untersteht nicht der Befehlsgewalt des Heeres und kann somit völlig unabhängige Entscheidungen treffen und Ziele aussuchen. So konnte er bereits zahlreiche Erfolge und militärische Ehren erringen. Mit den Belohnungen, die er für seine Verdienste bekommt, bestreitet er den Unterhalt für die ihm unterstellten Personen und hält sein eigenes Schiff instand. Beim gewöhnlichen Adel hat seine Truppe einen extrem schlechten Ruf. Alex ist sehr reserviert und trägt seine Emotionen nicht nach außen. Dieser außergewöhnlich talentierte Mann verfügt über Kühnheit, Entschlossenheit und Führungskraft und genießt daher ungemein hohes Ansehen.

## Produktion und Veröffentlichung
Der Anime wurde 2003 von Studio Gonzo unter der Regie von Koichi Chigira produziert. Das Charakterdesign entwarf Range Murata und die künstlerische Leitung übernahmen Hiromasa Ogura und Keiichi Oku. Die Serie wurde vom 8. April 2003 bis zum 30. September 2003 (nach Mitternacht und damit am vorherigen Fernsehtag) durch TV Tokyo im japanischen Fernsehen ausgestrahlt.
Die Serie wurde unter anderem ins Englische, Französische, Spanische, Arabische und Russische übersetzt. In Deutschland erschien die Serie auf sechs DVDs bei Panini Video und wurde ab dem 13. November 2007 von Animax im Fernsehen ausgestrahlt.
Von 2011 bis 2012 lief die Fortsetzung Last Exile – Gin’yoku no Fam.

### Synchronisation
Die deutsche Synchronfassung wurde angefertigt von Studio G&G.
| Rolle            | Japanischer Sprecher (Seiyū) | Deutscher Sprecher  |
| ---------------- | ---------------------------- | ------------------- |
| Claus Valca      | Mayumi Asano                 | Markus Pfeiffer     |
| Lavie Head       | Chiwa Saitō                  | Brit Gülland        |
| Alvis Hamilton   | Anna Shiraki                 | Katja Liebing       |
| Alex Row         | Toshiyuki Morikawa           | Gregor Höppner      |
| Tatiana Wisla    | Eri Kitamura                 | Kordula Leiße       |
| Alister Agrew    | Natsuko Kuwatani             | Ilya Welter         |
| Dio Eraclea      | Junko Noda                   | Simon T. Roden      |
| Delphine Eraclea | Michiko Neya                 |                     |
| Mullin Shetland  | Shin’ichirō Miki             | Stephan Schleberger |
| Lucciola         | Tomoe Hanba                  | Oliver Neuss        |
| Sophia Forrester | Wakana Yamazaki              | Michaela Kametz     |
| Ethan            | Tomokazu Seki                | Dieter Maise        |

### Musik
Die Musik der Serie wurde von Dolce Triade und Hitomi Kuroishi produziert. Für den Vorspann verwendete man das Lied Cloud Age Symphony von Shuntaro Okino, der Abspann wurde mit Over The Sky von Hitomi unterlegt.

## Rezeption
Die AnimaniA schreibt „Nach einem ruhigen Start gewinnt die Serie Folge für Folge an Rasanz und Faszination“. Die Serie sei technisch wie inhaltlich ein zeitgemäßes Stück Anime, die deutsche Synchronisation fange „die spannende Atmosphäre überzeugend ein“.

## Fortsetzung
Im Juli 2011 hatte die erste Folge der Fortsetzung Last Exile -Fam, the Silver Wing Premiere bei der Anime Expo 2011 in Los Angeles (USA). Die Erstausstrahlung der gesamten Serie ist für Oktober 2011 in Japan geplant.